# Platalea regia
La espátula real (Platalea regia) es una especie de ave pelecaniforme de la familia Threskiornithidae que se encuentra en diversas zonas de Nueva Guinea, Australia e Indonesia. No se reconocen subespecies.